# Tasman United
Tasman United – nowozelandzki klub piłkarski z siedzibą w Nelson. Założony w 2015 roku, występuje w rozgrywkach New Zealand Football Championship.
W 2015 roku New Zealand Football ogłosiła powiększenie rozgrywek New Zealand Football Championship z 8 do 10 drużyn. W grudniu 2015 roku ogłoszono, że klub Tasman United, razem z klubami Eastern Suburbs AFC i Hamilton Wanderers AFC (zajął miejsce rozwiązanego klubu WaiBOP United) dołączą do rozgrywek New Zealand Football Championship od sezonu 2016/2017.  
Tasman United zainaugurowało rozgrywki w New Zealand Football Championship w dniu 23 października 2016 roku w wyjazdowym spotkaniu przeciwko Canterbury United, które zakończyło się remisem 2:2.